# Élections constituantes françaises de juin 1946 au Dahomey et au Togo
Les élections constituantes françaises de juin 1946 au Dahomey et au Togo se déroulent le 2 juin 1946 afin d’élire les représentants de ces territoires à l'Assemblée constituante française. Deux sièges de députés du Dahomey-Togo sont à pourvoir.
Le révérend-père Jacques Bertho du Mouvement républicain populaire (MRP) et Sourou Migan Apithy sont respectivement réélus députés du Dahomey-Togo au premier et second collège.

## Contexte
Le projet de Constitution française élaboré par l'Assemblée constituante de 1945 n'est pas ratifié lors du référendum du 5 mai 1946 ; les électeurs de la France métropolitaine et ses territoires d'outre-mer sont alors rappelés aux urnes afin d'élire une deuxième Assemblée constituante qui sera chargée de rédiger la Constitution de la Quatrième République.

## Système électoral
Comme pour les élections de 1945, le système du double collège électoral est en vigueur mais avec un mode de scrutin uninominal majoritaire à un tour. Le premier collège est destiné aux électeurs « citoyens » français et le second aux électeurs « non-citoyens ».

## Résultats

### Collège des citoyens
|                           | Jacques Bertho            | MRP                       | 575   | 100   | 1 |  |  |  |
|                           |                           |                           |       |       |   |  |  |  |
| Suffrages exprimés        | Suffrages exprimés        | Suffrages exprimés        | 575   | 69,03 |   |  |  |  |
| Votes blancs et invalides | Votes blancs et invalides | Votes blancs et invalides | 258   | 30,97 |   |  |  |  |
| Total                     | Total                     | Total                     | 833   | 100   | 1 |  |  |  |
| Abstentions               | Abstentions               | Abstentions               | 744   | 47,18 |   |  |  |  |
| Inscrits / participation  | Inscrits / participation  | Inscrits / participation  | 1 577 | 52,82 |   |  |  |  |

### Collège des non-citoyens
|                           | Sourou Migan Apithy       | 8 096  | 99,82 | 1 |  |  |  |
|                           | Paulin Norward            | 15     | 0,18  | 0 |  |  |  |
|                           |                           |        |       |   |  |  |  |
| Suffrages exprimés        | Suffrages exprimés        | 8 111  | 89,44 |   |  |  |  |
| Votes blancs et invalides | Votes blancs et invalides | 958    | 10,56 |   |  |  |  |
| Total                     | Total                     | 9 069  | 100   | 1 |  |  |  |
| Abstentions               | Abstentions               | 2 893  | 24,18 |   |  |  |  |
| Inscrits / participation  | Inscrits / participation  | 11 962 | 75,82 |   |  |  |  |